# Draba scopulorum
Draba scopulorum är en korsblommig växtart som beskrevs av Hugh Algernon Weddell. Draba scopulorum ingår i släktet drabor, och familjen korsblommiga växter. Inga underarter finns listade i Catalogue of Life.